# Czesław Harańczyk
Czesław Harańczyk (ur. 13 lipca 1927 w Krakowie, zm. 21 grudnia 1998 tamże) – polski mineralog, geochemik, pasjonat geologii, profesor w Zakładzie Mineralogii i Petrografii Instytutu Nauk Geologicznych Uniwersytetu Jagiellońskiego, odkrywca nowych minerałów: morozewiczytu i polkowicytu.

## Życiorys
W 1955 ukończył studia na Wydziale Ceramicznym Akademii Górniczo Hutniczej. W 1960 roku uzyskał na AGH stopień doktora, tematem rozprawy doktorskiej była "Mineralogia i geochemia śląsko-krakowskich złóż rud cynku i ołowiu", a promotorem Hubert Gruszczyk. Habilitację uzyskał w 1969. W 1993 otrzymał tytuł profesora nadzwyczajnego na Uniwersytecie Jagiellońskim, a w 1994 profesora zwyczajnego nauk o Ziemi.
Pracował w Zakładzie Mineralogii i Petrografii AGH (1952–1958), następnie w Przedsiębiorstwie Geologicznym, a jednocześnie od 1971 był pracownikiem (od 1974 kierownikiem) Zakładu Mineralogii i Petrografii ING UJ.
Prowadził wielomiesięczne badania terenowe w Indonezji (na Sumatrze 1961–1962), Afryce (Uganda, Kenia, Tanzania 1964, Egipt 1971, Nigeria 1975), Ameryce Południowej (Wenezuela 1976) i na Bliskim Wschodzie (Irak 1989). W ramach konsultacji prowadził badania w Korei Północnej, Algierii oraz w Grecji.
Był autorem ponad stu publikacji naukowych. Pod jego kierownictwem wykonanych zostało 6 prac doktorskich.
Był członkiem założycielem International Association of Genesis of Ore Deposits (IAGOD), członkiem Society of Economic Geologists, Komitetu Nauk Mineralogicznych Polskiej Akademii Nauk, Polskiego Towarzystwa Geologicznego, Polskiego Towarzystwa Mineralogicznego i innych.
Miejscem spoczynku jest Cmentarz Salwatorski w Krakowie (kwatera SC2-2-19).

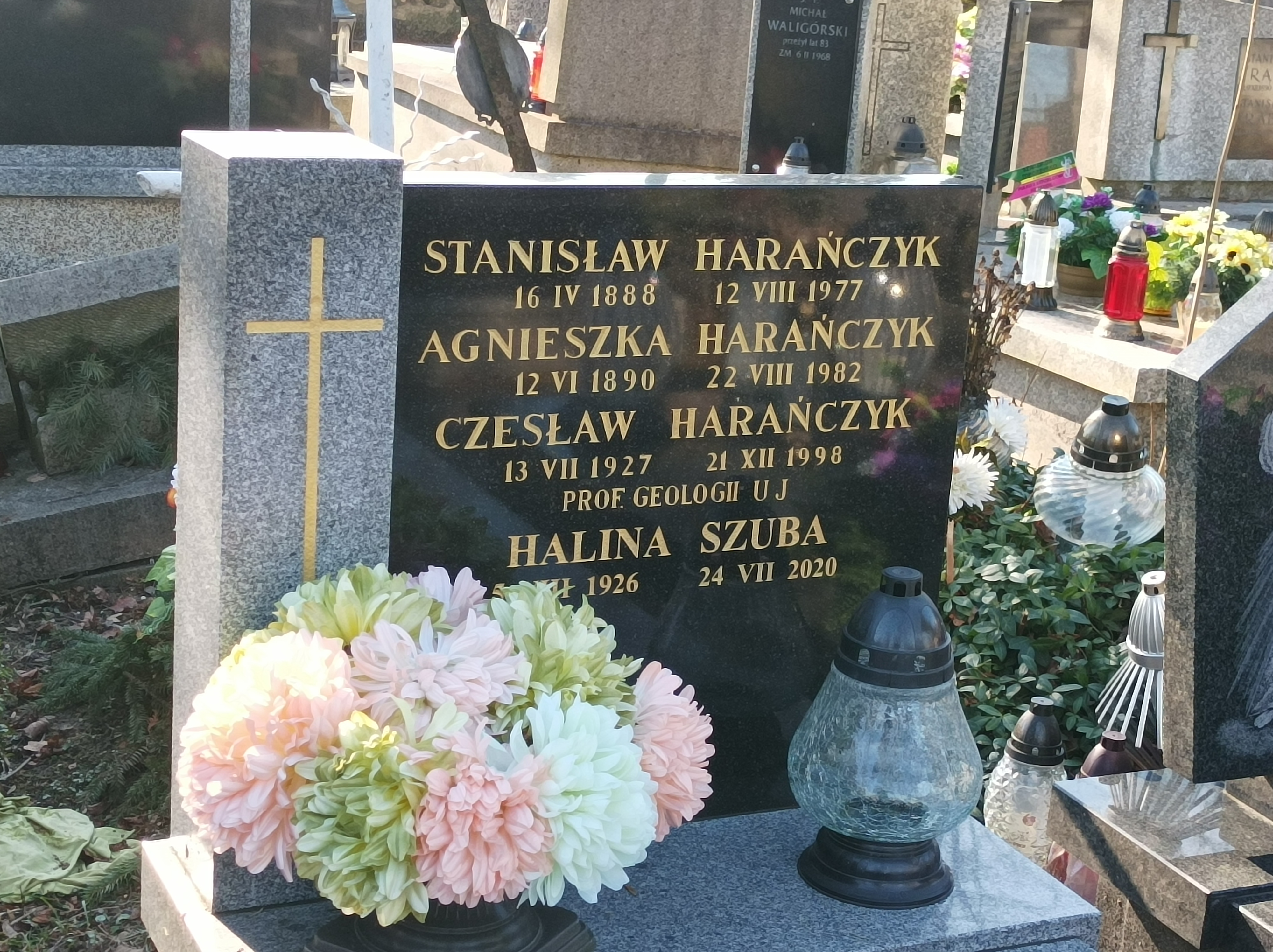
Grób Czesława Harańczyka na Cmentarzu Salwatorskim